# Mariä Verkündigung (Haslach)

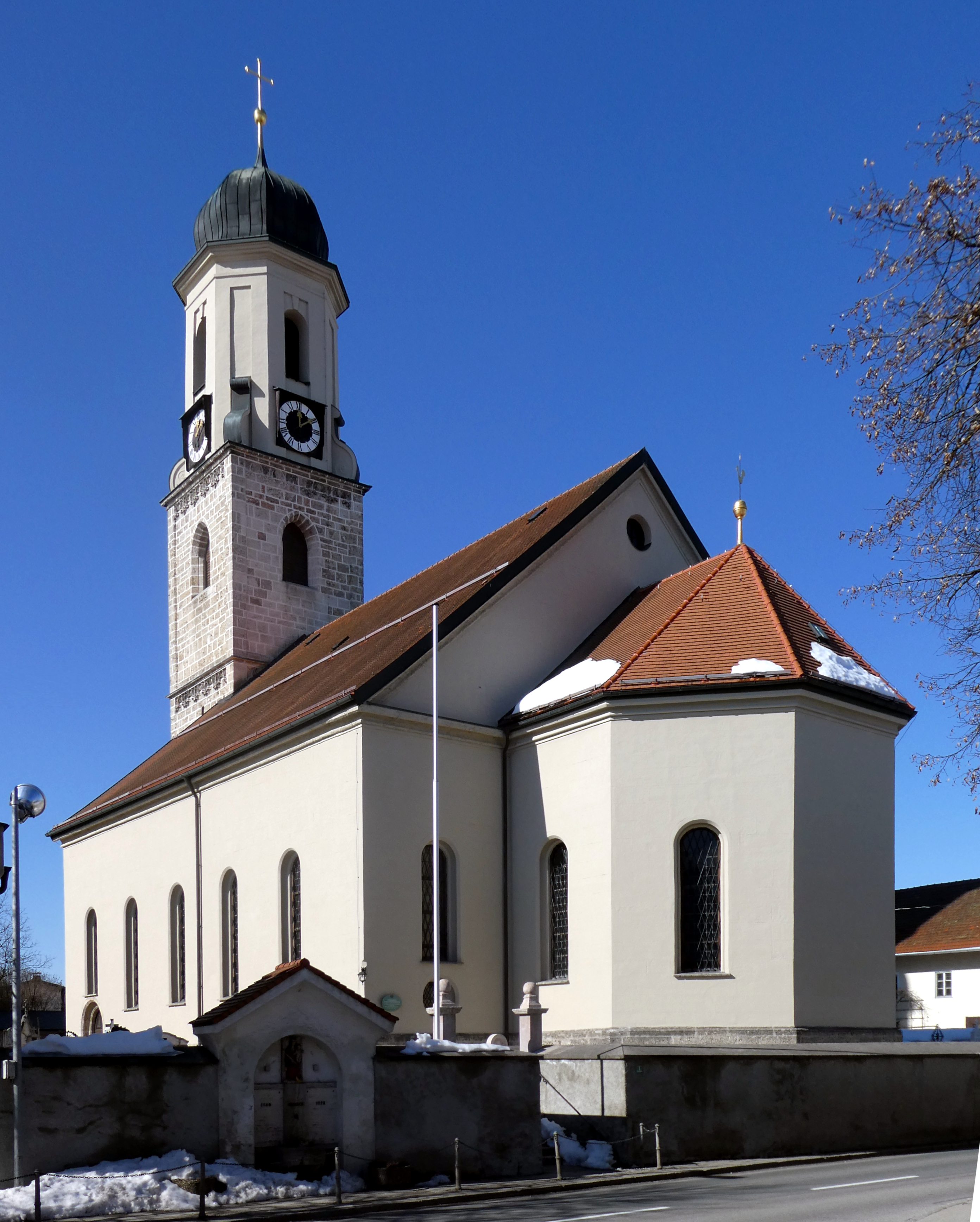
Verkündigungskirche in Haslach

Die römisch-katholische Pfarrkirche Mariä Verkündigung ist ein Baudenkmal in Haslach, einem Ortsteil der Stadt Traunstein.

## Geschichte
Die Geschichte des Orts Haslach geht vermutlich bis ins 11. Jahrhundert zurück. 1140 wurde erstmals ein Priester urkundlich erwähnt. Über den vermutlich sehr kleinen, romanischen Vorgängerbau ist wenig bekannt. 1396 bis 1404 wurde ein spätgotischer Neubau errichtet, von dem der Turmunterbau erhalten ist. Für das Gebäude wurde grauer Nagelfluh verwendet, welcher vermutlich aus der Westseite des Wartberges gewonnen wurde. Der Chor war leicht eingezogen, hatte zwei Joche mit einem Dreiachtelschluss und außen fünf Strebepfeiler. Das vierjochige Langhaus hatte hingegen keine äußeren Strebepfeiler. Das Kircheninnere überspannte vermutlich ein Kreuzrippengewölbe mit auf schwachen, der Wand vorgelagerten Diensten. Im Süden war eine einfache, rechteckige Kapelle, die sogenannte Amerangerkapelle angebaut mit einem Ölberg, von dem noch drei Figuren erhalten sind. Das Kircheninnere wurde  1683 bis 1685 barockisiert. Nach einem Blitzeinschlag 1683, welcher den Turm schwer beschädigte, wurde das Obergeschoss 1685 nach Entwürfen des kurfürstlichen Hofmaurermeisters Giovanni  Antonio Viscari von Lorenzo Sciascia neu errichtet. Ein schwerer Brand am 8. Juni 1718 zerstörte die Kirche bis auf das Mauerwerk. 1720 erfolgte die Wiederherstellung, bei der auch der Turm mit der heutigen Kuppel  versehen wurde. 1728 ließ der damalige Pfarrherr an der Nordseite der Kirche eine Kapelle anbauen. 1747 wurde das durch den Brand beschädigte Gewölbe angetragen und die Kirche im folgenden Jahr umgebaut. Das Langhaus wurde 1846 in barocken Formen weitgehend neu erbaut und dreischiffig erweitert, wobei die Seitenkapellen entfernt wurden. Das bei Bombenangriffen 1944/45 in Mitleidenschaft  gezogene Gebäude  wurde 1979/80 saniert und der Innenraum 1984/85 in der Fassung von 1936 renoviert.
Der Pfarrsitz der Erlstätter Urpfarrei wurde spätestens 1263 nach Haslach verlegt. 1851 wurde Haslach Filiale der Pfarrei St. Oswald in Traunstein, bevor im Juni 1914 Haslach wieder zur eigenständigen Pfarrei erhoben wurde.

## Baubeschreibung
Mariä Verkündigung ist eine Hallenkirche mit einem Tonnengewölbe zu vier Jochen. Im Osten schließt an das Kirchenschiff ein eingezogener und niedrigerer Chor mit Dreiachtelschluss an. 
Der vorgesetzte Westturm aus Nagelfluhquadern hat drei Gurtgesimse und nasenbesetzte Kleeblattbogenfriese. Im Erdgeschoss befindet sich der spitzbogige Haupteingang mit einer Vorhalle. Das achteckige oberste Geschoss sitzt auf dem Unterbau mit quadratischem Grundriss auf und wird bedeckt von einer angedeuteten Zwiebelhaube und von einem Turmkreuz auf der Turmkugel bekrönt.
In der Glockenstube hängt ein Glockengeläut aus vier Kirchenglocken, die aus einem Guss von 1720 der Gießer Johann Martin Langenegger & Anton Benedikt Ernst, München stammen. Seit dieser Zeit hängt das Geläut unverändert im Kirchturm von Mariæ Verkündigung in Haslach. Die Glocken aus Bronze haben folgende Daten:

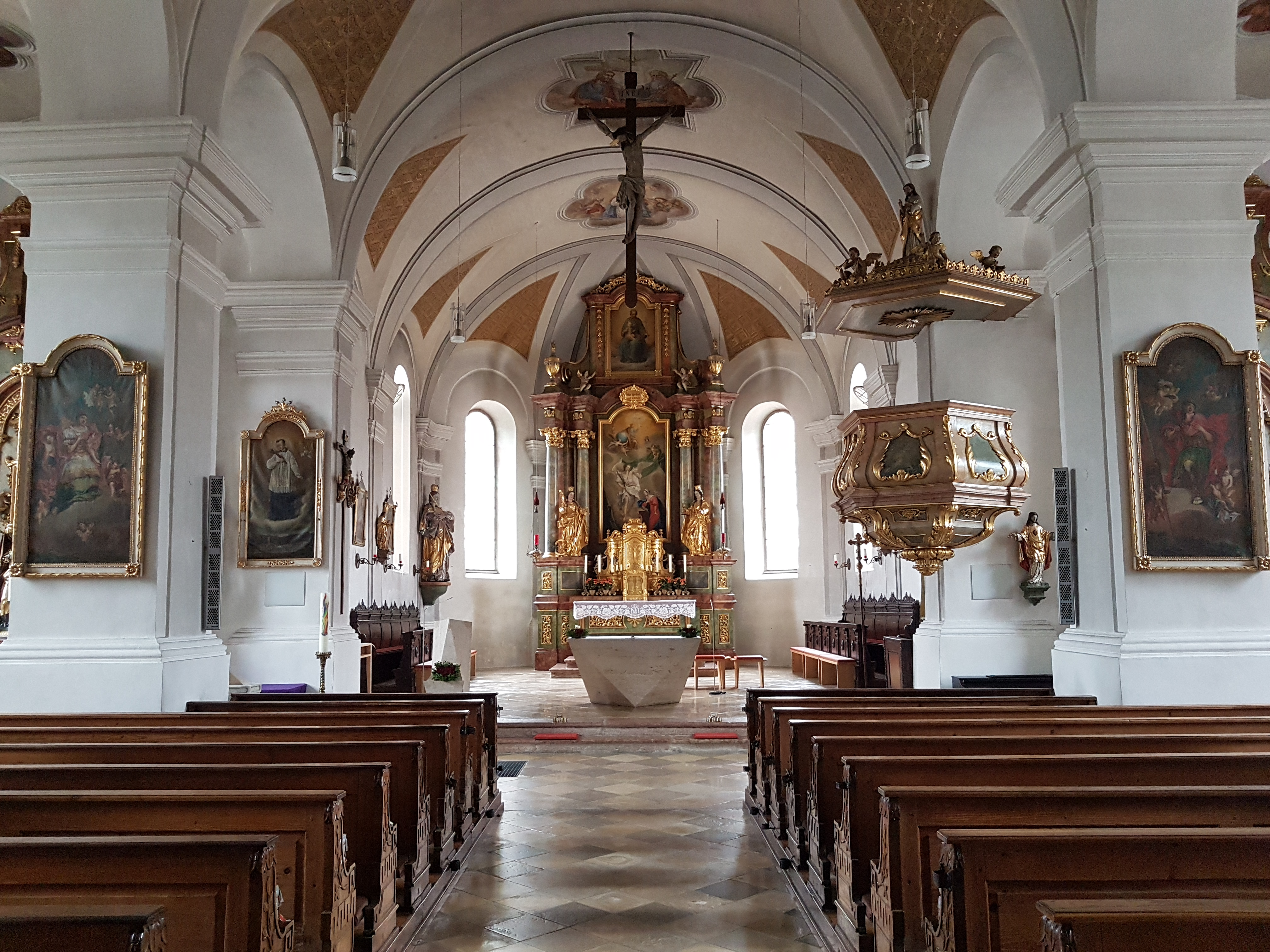
Innenraum von Mariä Verkündigung

| Glocke | Durchmesser | Gewicht  | Schlagton |
| ------ | ----------- | -------- | --------- |
| 1      | 1250 mm0    | 1200 kg0 | es′       |
| 2      | 1050 mm0    | 850 kg   | f′        |
| 3      | 950 mm      | 550 kg   | g′        |
| 4      | 750 mm      | 300 kg   | c″        |

## Ausstattung
Die Ausstattung der Kirche ist aus  dem 18. Jahrhundert. Das Altarbild des Hauptaltars aus dem Jahre 1759 zeigt die Verkündigung Mariens. Die Schnitzfiguren stellen die Heiligen Katharina und Barbara dar. Die Seitenaltäre aus dem Jahre 1720 mit marmorierten, wandfesten Partien weisen aufwendige Ornamente auf. Der Johann-Nepomuk-Altar ist von dem Münchner Hofkistler und Bildhauer Wenzel Mirowski, einem Schüler von Johann von Hildebrand. Die Altäre wurden 1832 überarbeitet. Die vier Glocken aus dem Jahre 1720 wurden von Ernst Langenegger in München gegossen.

## Friedhofskapelle St. Michael und Ottilia

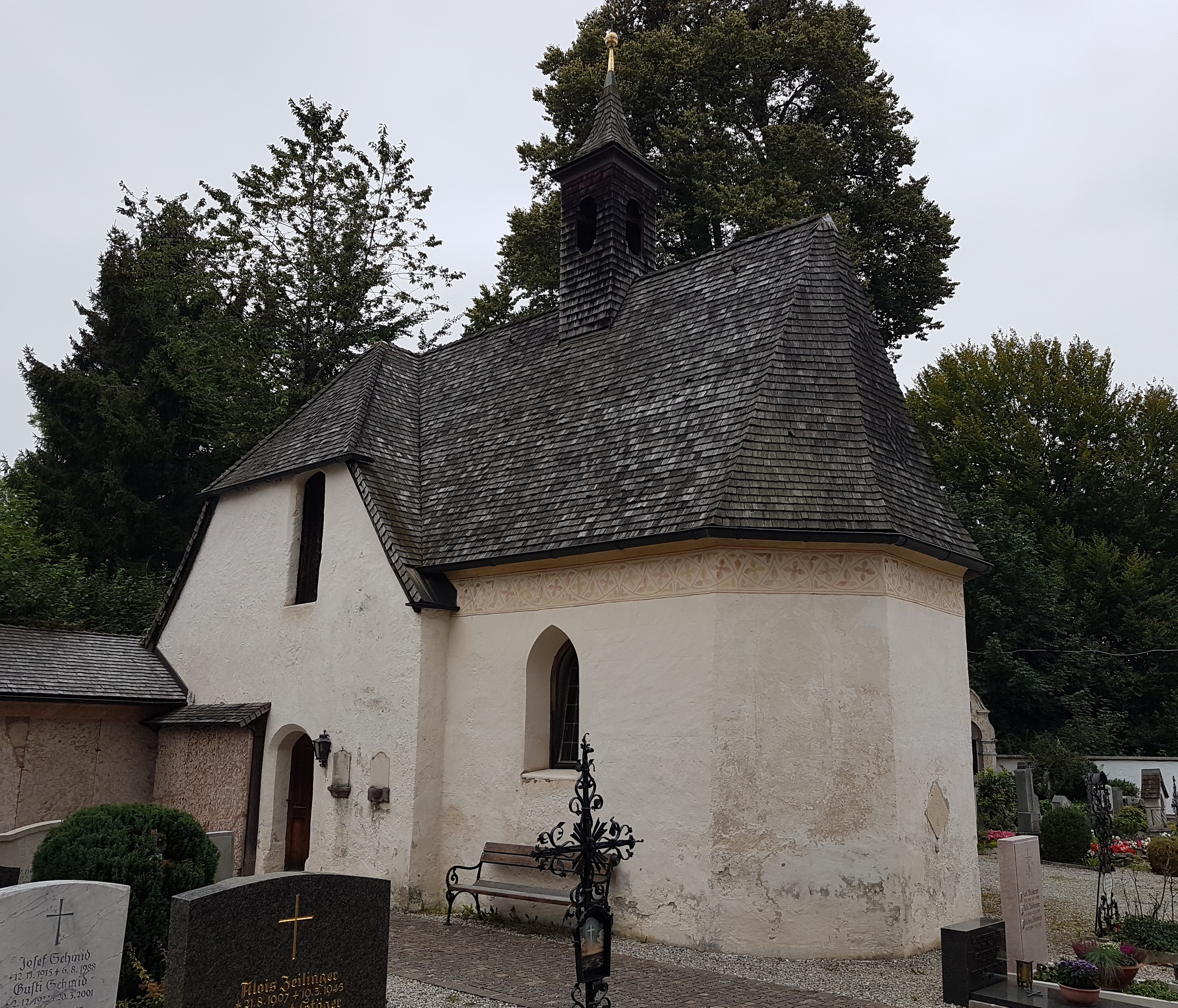
Friedhofskapelle St. Michael und Ottilia

Die spätgotische Friedhofskapelle St. Michael und St. Ottilia wurde 1488 bis 94 vermutlich in zwei Phasen erbaut. Es handelt sich um einen unregelmäßigen, viereckigen Saalbau zu zwei Achsen. Südlich ist ein dreiseitig geschlossener Chor angebaut. Das Netzgewölbe hat im Langhaus tief herabgezogene, auf stumpfen Konsolen endende Rippen. Im Chor hingegen sind diese fein profiliert auf spitzen Konsolen.

## Grabdenkmäler

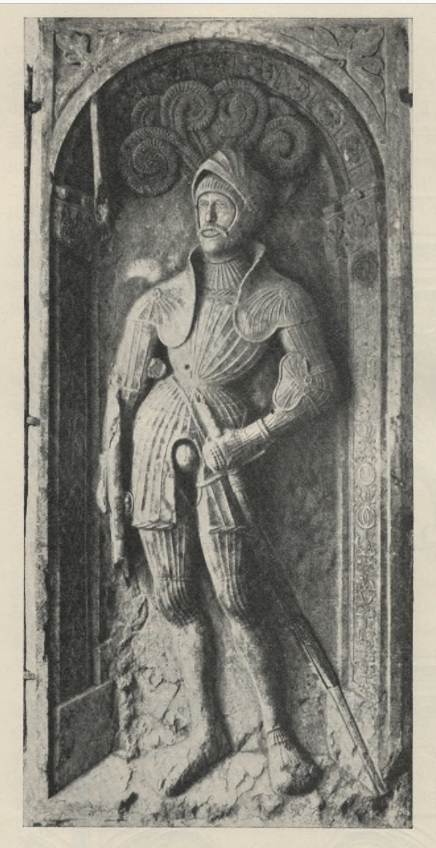
Epitaph Hans von Schaumburg

Die  zahlreichen Rotmarmorgrabsteine zählen zu den bedeutendsten in Südostbayern. Der Grabstein in der Turmvorhalle für Thomas von Trenbeck, um 1415, wird dem Aribo-Meister (trad. Hans Heider) in Klosterseeon zugeschrieben; genauso die ehemalige Wandtumbaplatte für den Dekan Conrad Lanzinger († 1404) an der Westmauer des Friedhofs, vermutlich einer der Bauherren der gotischen Vorgängerkirche. Von dem Burghauser Steinmetz Franz Sickinger stammen die  Grabplatten für Anna Apfenthalerin mit Reliefdarstellung der Verstorbenen in Ganzfigur (um 1480), die für Heinrich Ameranger († 1483), die Grabplatte für den Traunsteiner Bürger Hans Rinkheimer († nach 1513) und dessen Ehefrauen Magdalena und Elisabeth (um 1483/84), sowie das Fragment einer Grabplatte an der Ostinnenwand (um 1488). Das Grabdenkmal für den herzoglichen Pfleger Hans von  Schaumburg auf Nebenkreuth, bez. 1524, zeigt die Figur eines Ritters im Maximiliansharnisch in einer perspektivisch gebildeten Nische. Unter den Rotmarmorgrabsteinen im Boden und an den Wänden der Friedhofskapelle sind die für den ehemaligen Traunsteiner Bürgermeister Martin Frumholzer mit Familie (um 1590), die für Elias  Großschedel († 1607), für Oswald Aigner († 1607) und der Wappengrabstein für Conrad Hiernstorffer  († 1518) mit Gemahlin bemerkenswert. Die Grabplatte für den Traunsteiner Bürger Conrad Schwaiger († 1495) und seine Ehefrau Magdalena sowie für Wolfgang Schwaiger († 1505) ist von Franz Sickinger. Ebenfalls von Sickinger ist die Grabplatte für den Traunsteiner Bürger Heinrich Straßberger († 1485) und dessen Ehefrau Elisabeth sowie für Andreas Straßberger. Diese ist neben weiteren Rotmarmorgrabsteinen, meist mit Wappen, aus den Jahren 1368 bis 1567 an der westlichen Friedhofsmauer zu finden. Ein weiteres Werk Sickingers ist die Grabplatte für den Kaplan Wolfgang Kapler († 1495). Der Grabstein für Pfarrer Conrad Zainacher an der nördlichen Friedhofsmauer lag ursprünglich vor den Stufen des Hochaltars. Vermutlich wurde unter Zainacher der gotische Bau vollendet.